# Slon
Slon je souhrnný český a slovenský název pro dva rody chobotnatců Loxodonta a Elephas. Známy jsou tři potvrzené žijící druhy, které patří do dvou rodů – Loxodonta (slon africký a pralesní) a Elephas (slon indický). Velmi blízkým příbuzným byl i vyhynulý mamut (Mammuthus).
Slon je největší žijící suchozemský savec. Při narození váží okolo 100 kg. Samice slona je březí 20 až 22 měsíců, což je nejdelší doba březosti u suchozemského zvířete. Slon se běžně dožívá 60 až 70 let. Největšího slona zastřelili v Angole v roce 1974, vážil zhruba 10 400 kilogramů.

## Základní informace
Slon je charakteristický svým chobotem, což je kombinace nosu a horního rtu, který používá pro získání potravy, která je příliš vysoko. Slon je také schopen jím zvednout náklad o hmotnosti až 1 tuny. V horku si často chobotem na sebe házejí písek, prach či vodu. Sloni mají také kly, což jsou velké zuby, které jim vyčnívají z tlamy. Sloní kly jsou jedním z hlavních důvodů jejich lovu. Obchod s nimi je zakázán v mnoha státech. Slon je mimochodník, což znamená, že se pohybuje vždy oběma nohama na jedné straně těla.
Chobotnatci dokážou vnímat zvukové frekvence dvacetkrát nižší, než jaké slyší člověk, a jsou k tomu vybaveni speciálními receptory nízkofrekvenčních vibrací na chobotu a nohách. Takto dokážou odhalit blížící se bouři a mohou se také vzájemně domlouvat (komunikovat) na značné vzdálenosti.
Navzdory některým neoficiálním tvrzením se sloni patrně nedokážou pohybovat rychlostí kolem 40 km/h. Přímá pozorování a počítačové modely ukázaly, že maximální rychlost těchto obřích chobotnatců činí asi 5,3 až 7 m/s (19 až 25 km/h).

## Potrava
Sloni jsou býložraví a tráví denně až 16 hodin konzumací rostlinné potravy. 50 % potravy tvoří trávy. Zbytek je listí, kořínky, ovoce, semínka či květiny. Dospělý slon dokáže sežrat 100 až 320 kg potravy za den. Trávicí ústrojí slona je schopno zpracovat pouze 40 % celkového zkonzumovaného množství, zbytek projde nestráven zažívacím traktem.
Slon se vyvinul nejprve z jemu podobného předka mastodonta, poté v mamuta a nakonec do podoby, jakou známe dnes. Za tu dobu se přizpůsobil jídlu v Africe a Indii, kdežto jeho předci žili na Sibiři a v Severní Americe a Evropě.

## Lov
Lov slonů, ať již legální nebo ilegální, má neočekávané důsledky v genotypu slonů. Afričtí lovci slonů zabíjí slony s velkými kly, což dává šanci přežít a dál se rozmnožovat slonům s malými kly nebo bez klů. Díky propagaci genu, který způsobuje, že slon nemá kly, je nyní v některých populacích až 30 % slonů bez klů (ačkoli v roce 1930 to bylo jen 1 %).[zdroj?] Nepřítomnost klů, kdysi velmi ojedinělá genetická anomálie, se nyní stává velmi rozšířeným dědičným rysem. Je nepravděpodobné, že soustavným lovem slonů s kly a prosazováním slonů bez klů nakonec kly u afrických slonů zcela zmizí, což by mohlo mít dramatický dopad jak na slony, tak na jejich okolí.[zdroj?] Sloni své kly používají k „orání“ země při hledání minerálů, průchodu hustou vegetací či při boji mezi samci. Budou-li se nadále rodit převážně sloni bez klů, může se chování slonů dramaticky změnit.

## Domestikace

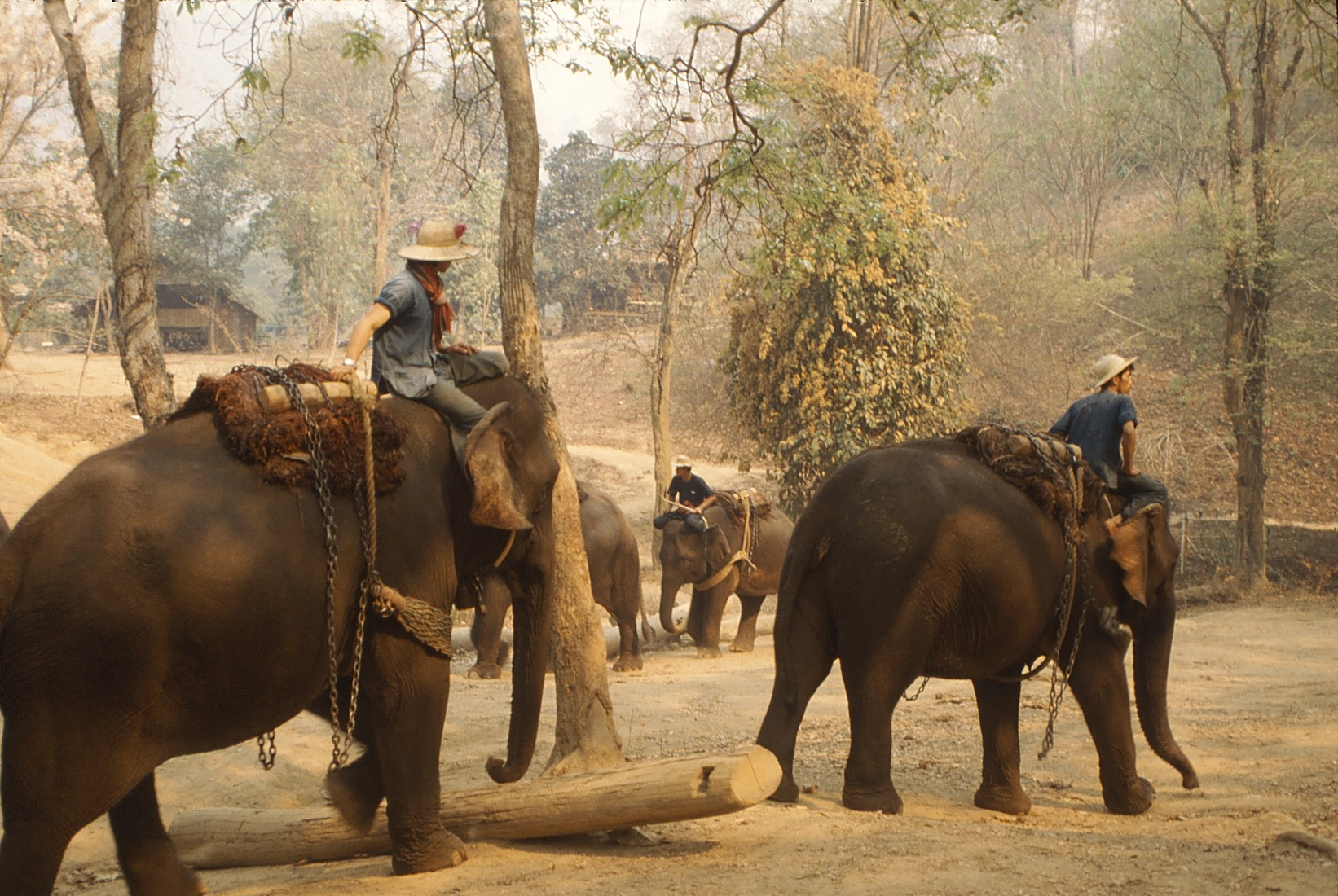
Trénink slonů k přepravě dřeva v Thajsku

Sloni byli a jsou lidmi používáni k různým účelům. Váleční sloni byli používáni armádami na Indickém subkontinentu a také Peršany. Byli používáni v hellénistických říších a v říších Ptolemaiovců a Seleukovců. Kartaginský vojevůdce Hannibal použil slony ve svém tažení proti starověkému Římu, kdy s nimi dokonce překročil Alpy.
Indičtí sloni jsou používání pro transport, ale i pro zábavu, jsou velmi známí v cirkusových představeních. Využíváni jsou pro svoji velkou sílu. Podle pozorování v terénu dokáže slon utáhnout náklad o hmotnosti až kolem 9 tun a chobotem uzvedne ze země břemeno o hmotnosti kolem 300 kilogramů.
Nicméně sloni nebyli nikdy plně domestikováni, samci slonů jsou v období říje velmi nebezpeční a obtížně se kontrolují. Sloni používaní lidmi jsou převážně samice. Váleční sloni jsou výjimkou. Je ekonomičtější chytit divokého mladého slona, než vychovat slona v zajetí. Africké slony se obvykle nepodaří domestikovat, ačkoliv někteří dobří chovatelé uspěli tím, že přivedli k africkému slonu slona indického.[zdroj?]

## Druhy
Jsou známy tři druhy slonů – slon africký (Loxodonta africana), slon pralesní (Loxodonta cyklotis) a slon indický (Elephas maximus). Africký slon je větší než slon indický (měří až 4 m a váží 7 500 kg) a má větší uši. Cirkulace krve v tepnách boltců slouží k lepšímu ochlazování pod africkým sluncem. Zatímco samice slona afrického má kly, samice slona indického je nemá. Na rozdíl od svého asijského bratrance má africký slon na chobotu dva „prsty“.
V Africe se objevují dvě populace slonů – savanní a pralesní. Poslední genetické studie ukázaly, že se jedná o dva rozdílné druhy. Pralesní populace je nazývána slon pralesní (Loxodonta cyclotis), zatímco savanová zůstalo jméno slon africký (Loxodonta africana). Tato reklasifikace druhu byla důkazem, že je možné dvě tak malé populace rozdělit do dvou živočišných druhů.
Teprve nedávno byl uskutečněn významný objev – slon nepálský (nebo také slon himálajský – oficiální název ještě nebyl uznán). Pověsti o něm nebyly brány vědci vážně, ale v roce 1992 se ho povedlo badateli Johnu Blashford-Snellovi objevit a fotograficky zdokumentovat. Značně se liší od již známého slona indického, je agresivnější, větší, a jeho charakteristickým znakem jsou dva hrboly na hlavě. Jedná se zřejmě o poddruh slona indického nebo také o zcela nový druh. Pro úplnou vědeckou analýzu se čeká na uhynulého jedince či nalezení kosterních pozůstatků.[zdroj?]

### Systém slonů
V minulosti se na Zemi vyskytovalo mnoho druhů slonů, z nichž drtivá většina vyhynula. Zde je jejich kompletní taxonomický systém počínaje čeledí slonovití. Recentní druhy a poddruhy jsou vyznačeny tučně.
- podčeleď Elephantinae
  - tribus Elephantini (slon)
    - subtribus Primelephantina †
      - rod Primelephas †

    - subtribus Loxodontini
      - rod Loxodonta
        - podrod Loxodonta
          - druh Loxodonta adaurora †
            - druh Loxodonta africana (slon africký)
            - druh Loxodonta cyclotis (slon pralesní)
            - druh Loxodonta exoptata
            - druh Loxodonta exoptata †

    - subtribus Elephantini
      - rod Mammuthus †
      - rod Elephas (slon)
        - druh Elephas maximus (slon indický)[pozn. 1]
          - poddruh Elephas maximus indicus (slon indický)
          - poddruh Elephas maximus maximus (slon cejlonský)
          - poddruh Elephas maximus sumatrensis (slon sumaterský)
          - poddruh Elephas maximus borneensis (slon bornejský)
          - poddruh Elephas maximus rubridens (slon čínský) †
          - poddruh Elephas maximus asurus (slon mezopotámský) †

        - druh Elephas beyeri †
        - druh Elephas celebensis †
        - druh Elephas iolensis †
        - druh Elephas planifrons †
        - druh Elephas platycephalus †
        - druh Elephas recki †
          - poddruh Elephas recki atavus †
          - poddruh Elephas recki brumpti †
          - poddruh Elephas recki ileretensis †
          - poddruh Elephas recki illertensis †
          - poddruh Elephas recki recki †
          - poddruh Elephas recki shungurensis †

        - podrod Palaeoloxodon †
          - druh Elephas Palaeoloxodon antiquus †
          - druh Elephas Palaeoloxodon creticus †
          - druh Elephas Palaeoloxodon creutzburgi †
          - druh Elephas Palaeoloxodon chaniensis †
          - druh Elephas Palaeoloxodon cypriotes †
          - druh Elephas Palaeoloxodon ekorensis †
          - druh Elephas Palaeoloxodon falconeri †
          - druh Elephas Palaeoloxodon mnaidriensis †
          - druh Elephas Palaeoloxodon melitensis †
          - druh Elephas Palaeoloxodon namadicus †
          - druh Elephas Palaeoloxodon naumanni †

## Přenesené významy slova
Slon se díky své vysoké hmotnosti a značným tělesným rozměrům stal i zvířetem, jehož název bývá někdy používán i v přeneseném významu jako označení pro velmi společensky neobratného či fyzicky hřmotného člověka – viz český frazeologizmus „chovat se jako slon v porcelánu“.
Slon je považován za symbol štěstí nejen v Evropě, ale téměř na celém světě. Podobizny slona se ztvárňují v obrazech, soškách, amuletech, špercích, obrazech i dekoračních předmětech. Sloni mají své místo v dětských postýlkách v podobě plyšáků, na lednicích jako magnety i v ložnici jako sošky pro zajištění plodnosti.
Označení „růžový slon“ se používá pro věci, které nedávají logiku, jsou absurdní a beze smyslu. Často se růžoví sloni vyskytují v dětských pohádkách a příbězích. Známé je také rčení „hlavně nemyslete na růžového slona“, které nutí přemýšlet právě o něm. Vidění růžových slonů se spojuje s mikrozoopsií, jedním z příznaků deliria tremens.
Další významy:
- Bílý slon – neochota vzdát se něčeho
- Válečný slon – slon používaný k boji
- Řád slona – dánský řád
- Sloní muž – tělesné postižení obličeje
- Sloní kameny – skály u Liberce
- Sloní nemoc – nemoc
- Sloní noha – rostlina z Mexika
- Bastilský slon – fontána v Paříži
- Sloní ostrov – ostrov u Antarktidy
- Sloní pólo – sport

## Chov vzoo
V rámci evropských zoo byli sloni na konci března 2020 chováni řádově ve dvou stech zoo. Více jsou zastoupeni sloni indičtí.
V Česku jsou sloni chováni v těchto zoo:
- slon indický
  1. Zoo Praha
  2. Zoo Liberec
  3. Zoo Ostrava

V minulosti je chovala Zoo Ústí nad Labem
- slon africký
  1. Zoo Dvůr Králové
  2. Zoo Zlín

### Chov v Zoo Praha
Zoo Praha patří k významným evropským chovatelům slonů. První slon byl do Zoo Praha a zároveň československých zoo vůbec dovezen v roce 1933 (dva roky po otevření zoo veřejnosti). Jednalo se o slona indického Babyho. První slon africký (celkově čtvrtý slon v pořadí) byl Petr I., který v zoo žil v letech 1954 až 1965.
Za celou historii chovu je v záznamech uvedeno celkem 26 jedinců tří druhů (do roku 2011, kdy se slavilo 80 let zoo se jednalo o 17 zvířat). Do roku 2006 byly chovány smíšené skupiny více druhů. Od zmíněného roku je chována skupina indických slonů. Již historicky převažovali sloni indičtí, ale objevili se též čtyři sloni afričtí a dokonce jeden slon pralesní.
Současná skupina je největší v českých a slovenských zoo. Na počátku let 2019 i 2020 čítala sedm slonů indických – chovného samce, čtyři samice a dvě mláďata (mladé samce). V polovině května 2019 Zoo na tiskové konferenci oznámila, že samice Janita a Tamara jsou opět březí. Narození dalších dvou mláďat bylo očekáváno přibližně na přelomu března a dubna 2020. První z mláďat (samička Lakuna, dcera Tamary) přišlo na svět 27. 3. 2020 v ranních hodinách. Skupina se tak rozrostla na osm členů. Další mládě (rovněž samička – Amalee) se nakonec narodilo po 683 dnech březosti až 9. 5. 2020. Od té doby byla v Zoo Praha skupina slonů devítičlenná. Samička Amalee však v lednu 2023 podlehla vážnému onemocnění sloní herpes. Mladí samci na jaře 2024 odcestovali do jiných zoo.
V Zoo Praha se do května 2020 narodilo pět mláďat, z toho čtyři byla přímo v zoo také počata. Další mládě bylo v Praze počato, ale narodilo se již v Německu.

## Světový den slonů
Světový den slonů se slaví dvakrát ročně – 12. srpna na počest afrických slonů a 22. září na počest slonů asijských.

## Obraz v kultuře
- Tajemství slonů (Secret Life of Elephants), britský dokumentární cyklus o životě slonů v Keni.